# JP Descamisados
La Juventud Peronista Descamisados es el frente de juventud de Descamisados, una organización política argentina surgida a partir de la fusión de dos fuerzas políticas preexistentes: la Corriente Peronista Germán Abdala y el Movimiento Peronista Revolucionario.

## Surgimiento
La Juventud Peronista Descamisados nació como herramienta de encuentro de la juventud y surgió al calor de la más acentuada polarización política de los últimos años en Argentina: el proyecto de retenciones móviles o «Resolución 125», cuya presentación desencadenó el Lockout agropecuario patronal de 2008. Esta disputa supuso un quiebre en el escenario político argentino, alineando por una parte al peronismo, parte de las fuerzas progresistas y de la izquierda y demás sectores vinculados a la conducción a nivel nacional por parte de Cristina Fernández de Kirchner y, por otra parte, los partidos conservadores y a un sector del radicalismo, junto a la Sociedad Rural Argentina y otras entidades agrarias.

### Bandera de la JP Descamisados
La Bandera de la agrupación está formada por el pabellón nacional argentino y 2 franjas negras, por encima y por debajo del mismo. Superpuestos a esta bandera nacional, los perfiles de Juan Domingo Perón y Eva Perón. Sobre la franja negra superior, en tipografía stencil, se inscribe «JP Descamisados», intermediado por una Estrella federal, símbolo del Federalismo y las Montoneras Populares de la Argentina.

## Actualidad

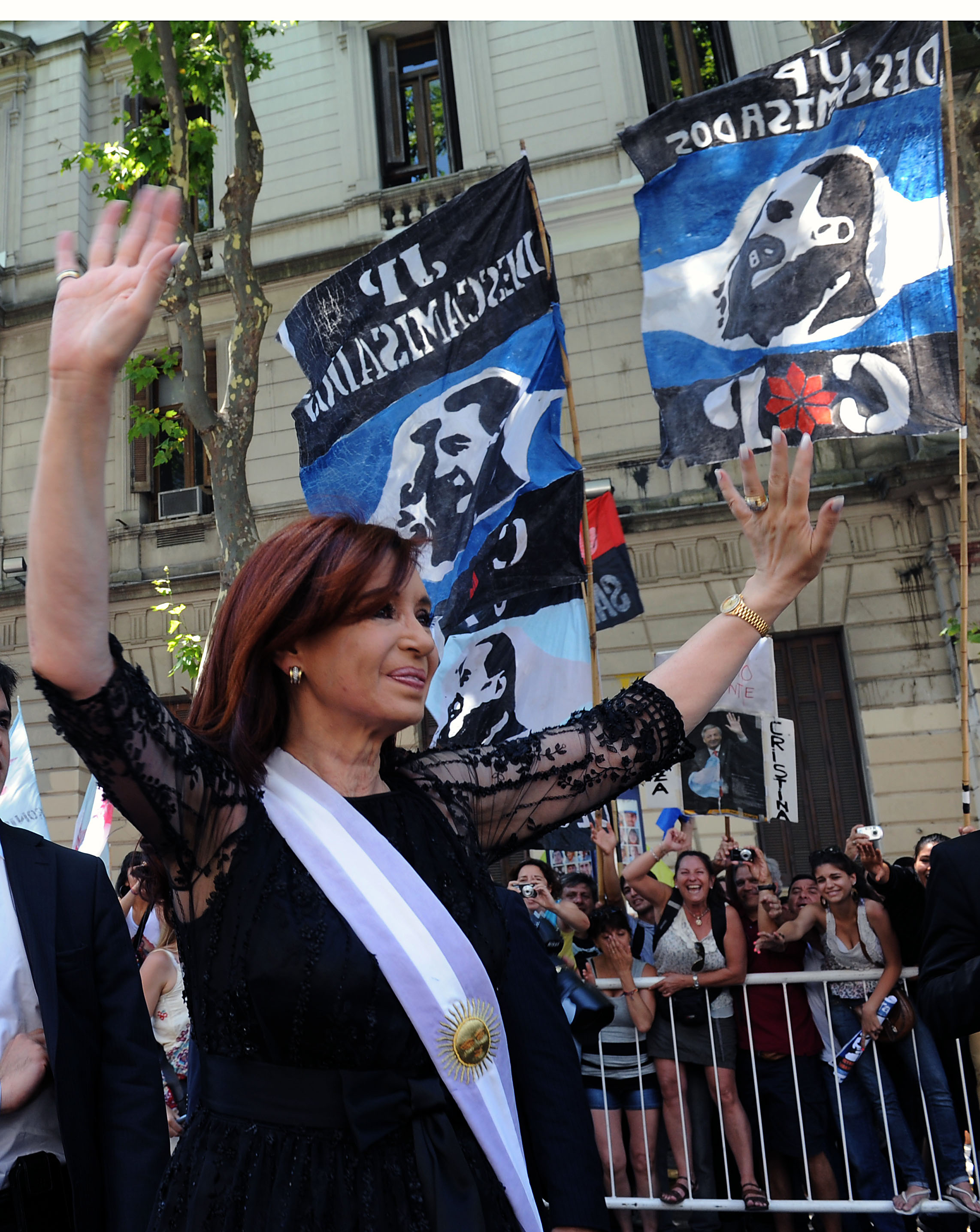
Cristina Fernández durante su segunda asunción presidencial. Detrás, dos banderas de la JP Descamisados.

La Juventud Peronista Descamisados es considerada una de las principales fuerzas juveniles vinculadas al kirchnerismo, además de La Cámpora, del Peronismo Militante y el Movimiento Evita. Se encuentra organizada políticamente en determinadas localidades y es reconocida como un actor en la disputa de poder en provincias como la de Entre Ríos.
A partir del triunfo electoral de Cristina Fernández de Kirchner en las elecciones presidenciales del año 2011, la Juventud Peronista Descamisados comenzó a elaborar una serie de campañas nacionales orientadas a generar mayores niveles de organización popular, con la perspectiva de generar las condiciones necesarias para profundizar el modelo kirchnerista. Alguna de ellas son la «Campaña Nacional Soberanía es recuperar lo nuestro», orientada hacia la estatización de los recursos considerados estratégicos para el desarrollo de un país —hidrocarburos, minería, telecomunicaciones, entre otros— y también la «Campaña Organizar para Profundizar».
En la actualidad, los principales dirigentes de la Juventud Peronista Descamisados son Juan Miguel Gómez, Marcelo Koenig y Fernando Gómez. Por otra parte, la agrupación se organiza en cuatro frentes: el universitario, el de escuelas secundarias y el de militancia territorial o barrial y el reciente frente de igualdad de género descamisadxs

### Universidad
El frente universitario de la Juventud Peronista Descamisados se desarrolla en la mayoría de las Universidades Nacionales, con un peso especial en la Universidad Nacional del Nordeste, en la Universidad de Buenos Aires, en la Universidad Nacional de Mar del Plata, en la Universidad Nacional de Entre Ríos, en la Universidad Nacional de Salta y en la Universidad Nacional del Litoral. Su principal objetivo es la organización de los estudiantes universitarios con el fin de romper con el aislamiento político propio de los ámbitos académicos y promover la producción académica con una orientación nacional y popular.
Participó como frente de diversas elecciones universitarias, logrando —en determinadas oportunidades— alcanzar la conducción de los centros de estudiantes, como en la Facultad de Trabajo Social de la Universidad Nacional de Entre Ríos (UNER). Durante el año 2011, la Juventud Peronista Descamisados comenzó a avanzar en un frente hacia la consolidación de una fuerza capaz de disputar la Federación Universitaria Argentina.